# الیاس هوریابند
الیاس هوریابند (زاده ۲۹ مرداد ۱۳۶۵) کاراته‌کای اهل ایران است.

## زندگی
هوریابند کاراته را از سن ۱۶ سالگی نزد احمد صافی شروع کرد و طی سال‌های ۱۳۸۳–۱۳۹۴چندین بار قهرمانی در مسابقات استان و کشوری را بدست آورد و در سال ۱۳۸۷به عضویت تیم ملی کاراته ایران درآمد.
وی طی مدت ۱۱ سال تمرین و مسابقه در رشته کاراته مدال‌های متعددی در مسابقات معتبر بین‌المللی و کشوری به ارمغان آورد و در سال ۱۳۸۸ به عضویت تیم کاراته دانشگاه آزاد اسلامی درآمد و در آن سال قهرمان سوپرلیگ کاراته کشور شدند، در سال ۱۳۹۰ با حکم رئیس سبک فدراسیون جهانی شوتوکان به سمت امور فرهنگی این فدراسیون منصوب شد و در سال ۱۳۹۲ به بازیگری در تئاتر پرداخت و با اولین حضورش در نمایش بابا لنگ دراز در تئاتر شهر خوش درخشید.
پس تلاش‌های وی درسال ۱۳۹۴ بعنوان مسئول روابط عمومی و انفورماتیک I.M.A منصوب گشت و به فعالیت در رشته جدید به روز تمرینات معلق پرداخت در سال ۱۳۹۷ به سمت روابط عمومی تمرینات معلق در فدراسیون ورزش‌های همگانی منصوب شد و در سال ۱۳۹۸ بعنوان نائب رئیس کمیته تمرینات معلق نائل گشت.

## تحصیلات
دانش‌آموخته کارشناسی رشته
تربیت بدنی از دانشگاه آزاد اسلامی واحد تهران مرکز است.

## سوابق و دوره‌های مربیگری
از سال ۱۳۹۰ پس از دریافت حکم مربیگری درجه سه در رشته کاراته مربیگری را آغاز و تا سال ۱۳۹۴ به مربیگری در این رشته می‌پرداخت سپس از سال ۱۳۹۴ تا کنون به فعالیت و مربیگری در رشته تمرینات معلق و آمادگی جسمانی مشغول گردیده‌است.
ویراستار ۱۶ جلد کتاب تمرینات معلق فدراسیون ورزش‌های همگانی
- ۱۵ سال سابقه کاراته کنترلی
- دان ۳ کاراته از فدراسیون کاراته ایران
- دان ۲ کاراته از فدراسیون جهانی کاراته ژاپن
- مربیگری درجه ۳ کاراته از فدراسیون ایران
- مربیگری آمادگی جسمانی درجه ۳
- مدرس و مربی تمرینات معلق
- مدرس دانشگاه شهید بهشتی و دانشگاه خوارزمی تمرینات معلق و فانکشنال[۶]
- عضو انجمن علمی ادبی هنری دانشکده تربیت بدنی دانشگاه علوم تربیتی واحد تهران مرکز[۷]
- مربی TRX-CrossCore-4DPro,CrossFit,Calisthenics,Functional Training
- مسئول روابط عمومی و انفورماتیک I.M.A آکادمی هنرهای رزمی ایران در سال ۱۳۹۴
- مسئول روابط عمومی کمیته تمرینات معلق فدراسیون ورزش‌های همگانی در سال ۱۳۹۷
- نائب رئیس کمیته تمرینات معلق فدراسیون ورزش‌های همگانی در سال ۱۳۹۸
- آموزش آنلاین تمرینات TRX در خانه در سایت باشگاه خبرنگاران جوان[۸]
- تدوین گر اولین پودمان دوره مربیگری تمرینات معلق مقاومتی چرخشی و ضد چرخشی در دانشگاه جامع علمی کاربردی[۹]
- نویسنده کتاب راهنمای کامل مربیگری TRX: آموزش اصولی کار با ابزار TRX، مربیگری، برنامه‌نویسی، تمرینات کاربردی و بازتوانی[۱۰]